# 埃雷托卡島

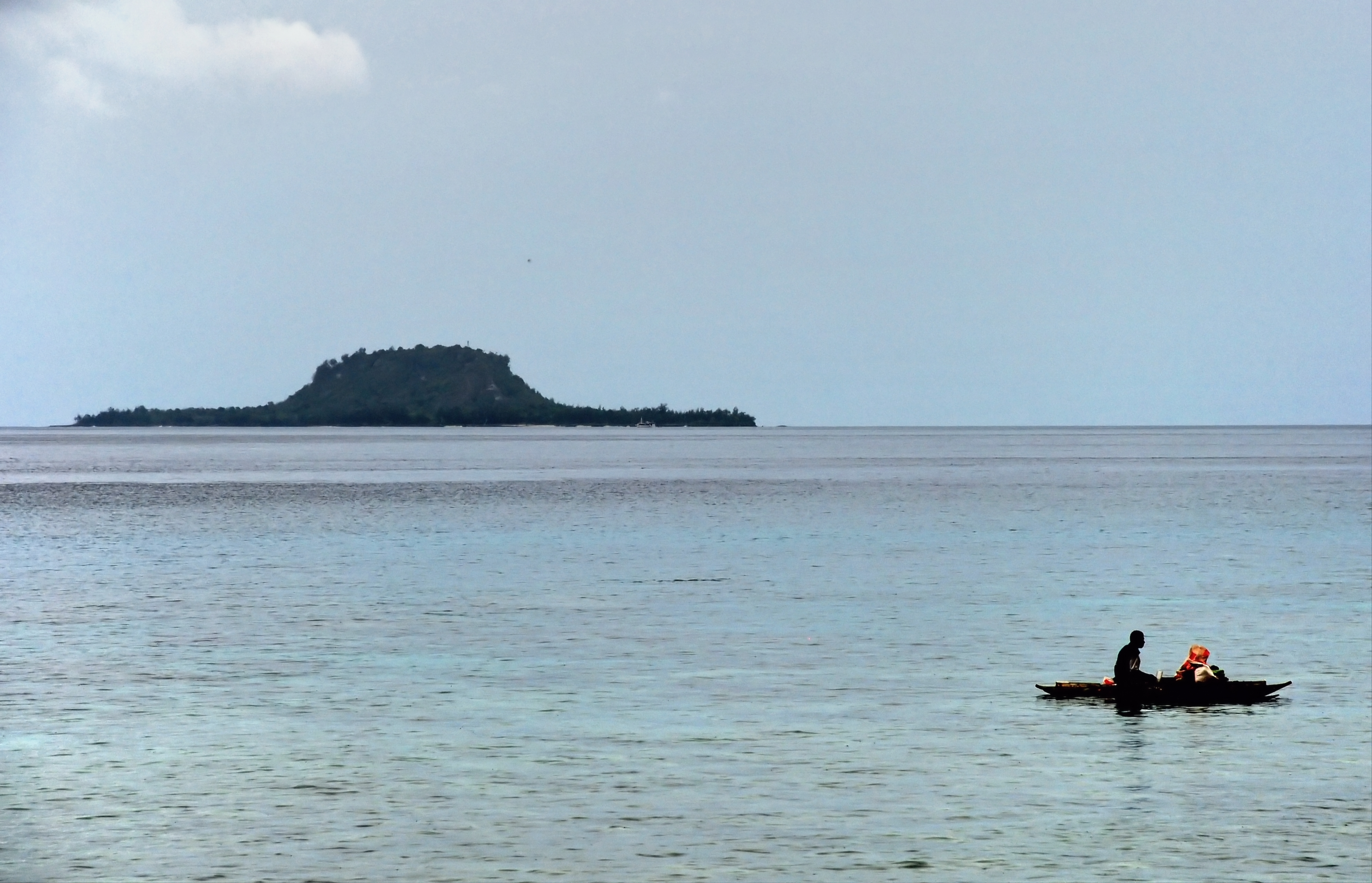

埃雷托卡島是瓦努阿圖的島嶼，位於太平洋西南部海域，屬於新赫布里底群島的一部分，長2.3公里、寬0.7公里，最高點海拔高度90米，島上無人居住，該島在2008年被聯合國教科文組織列入世界遺產名錄。